# Postřelmov
Postřelmov är en ort i Tjeckien.   Den ligger i regionen Olomouc, i den östra delen av landet, 180 km öster om huvudstaden Prag. Postřelmov ligger 285 meter över havet och antalet invånare är 3 314.
Terrängen runt Postřelmov är kuperad åt sydväst, men åt nordost är den platt. Postřelmov ligger nere i en dal.Runt Postřelmov är det ganska tätbefolkat, med 134 invånare per kvadratkilometer. Närmaste större samhälle är Zábřeh, 4,0 km sydväst om Postřelmov. Trakten runt Postřelmov består till största delen av jordbruksmark.